# 風の未来へ
『風の未来へ』（かぜのみらいへ）は、1992年2月21日に発売された佐藤有香のシングル。

## 収録曲
1. 風の未来へ
作詞 - 山田ひろし 作曲 - 井上徳雄 編曲 - 井上日徳
『勇者シリーズ』の第3作目であり名古屋テレビ、テレビ朝日系列のSFロボットアニメ『伝説の勇者ダ・ガーン』オープニングテーマ。（1992年2月8日（第1話）〜1993年1月23日（第46話））。
最終話の46話では「風の未来へ（合唱バージョン）」(歌: 高杉星史&ダ・ガーン&香坂ひかる&桜小路 蛍&ヤンチャー王子（松本梨香&速水奨&紗ゆり&白鳥由里&高乃麗）)がエンディングテーマとして使用された。
2. 風想
1曲目とは同じ「風の未来へ」をテーマにした曲だが、まったく別物の暗くダウナーな曲に仕上がっている。また歌詞に『ダ・ガーン』は出てこない。「風の未来へ」のフォーマットを踏まえた曲を作っている途中でどんどん暗く悲愴的でシリアスな感じにしていこうという意向で作詞、作曲された。勇者シリーズ関連のCD作品、YUKA(佐藤有香)のアルバム作品には未収録。
3. ハレルヤ・パパイヤ
作詞 - 横山武 作曲・編曲 - 鶴由雄
名古屋テレビ、テレビ朝日系列のTVアニメ『伝説の勇者ダ・ガーン』のエンディングテーマ（1992年2月8日（第1話）〜1993年1月9日（第45話））。
4. 風の未来へ(オリジナル・カラオケ)
5. ハレルヤ・パパイヤ(オリジナル・カラオケ)

## 収録作品

### アルバム
| 曲名                           | 収録アルバム                                              | 発売日         | 備考             |
| ------------------------------ | --------------------------------------------------------- | -------------- | ---------------- |
| 風の未来へ・ハレルヤ・パパイヤ | 伝説の勇者ダ・ガーン オリジナル・サウンドトラック, Vol. 1 | 1992年3月27日  | サウンドトラック |
| 風の未来へ・ハレルヤ・パパイヤ | BRAVEST〜勇者シリーズ・テーマソング・コレクション         | 1997年8月21日  | 主題歌アルバム   |
| 風の未来へ・ハレルヤ・パパイヤ | 『伝説の勇者ダ・ガーン』〜ミステリアス・ツアー            | 1997年10月22日 | ドラマCD         |
| 風の未来へ・ハレルヤ・パパイヤ | More BRAVEST                                              | 2011年2月23日  | ベストアルバム   |